# Alejandro Sessa
Alejandro Sessa, también conocido como Alex Sessa (Buenos Aires, 1938 - ibídem, 10 de julio de 1998), fue un empresario cineasta, director y productor de cine argentino. Es principalmente reconocido por su labor de productor asociado a Aries Cinematográfica Argentina, además de ser recordado como el nexo con el famoso productor estadounidense Roger Corman, quien realizó una serie de films en Argentina durante la década del '80 y en conjunto con Aries.

## Biografía
Sessa era nieto de Alessandro Connio Santini, el fundador de los Laboratorios Alex, y hermano del fotógrafo Aldo Sessa. Cursó el primario y el secundario en la Escuela Argentina Modelo. Luego, se inició en el mundo de las cámaras con un curso superior de electrónica en la Universidad de Buenos Aires.
En 1960 se trasladó a los Estados Unidos, donde obtuvo un diploma en fotografía y producción de películas en la Facultad de Cinematografía de la Universidad del Sur de California.
De regreso a la Argentina, en 1978 se convirtió en jefe de producción de los laboratorios cinematográficos Alex, los más importantes de América Latina. A los 29 años fue nombrado gerente general de esa misma empresa y se mantuvo en ese cargo durante una década.
Concluida esa etapa, se retiró para manejar los negocios internacionales de Aries Films, la división internacional de Aries Cinematográfica Argentina, la productora cinematográfica líder en la Argentina durante los años '70 y '80, con la que luego se asoció. En la primavera de 1991 fue contratado por Dentsu, la agencia de publicidad más grande del mundo, a fin de producir tres comerciales para su cliente principal.
Sessa falleció víctima de un cáncer el 10 de julio de 1998. Sus restos fueron inhumados en el cementerio Parque Memorial.

## Filmografía

### Productor
- 1981: Abierto día y noche
- 1985: El cazador de la muerte (Deathstalker)
- 1983: No habrá más penas ni olvido, ganadora del Oso de Plata de Berlín.
- 1983: Kain, el planeta oscuro (The Warrior and the Sorceress)
- 1984: Pasajeros de una pesadilla
- 1984: Reina salvaje
- 1985: Wizards of the Lost Kingdom
- 1985: La muerte blanca
- 1986: La noche de los lápices
- 1988: Matar es morir un poco
- 1989: El niño de los ojos azules, premiada en el festival de Venecia de 1989.
- 1990: Highlander II: The Quickening, en coproducción con Davis/Panzer Productions, de Hollywood, protagonizada por Christopher Lambert y Sean Connery.
- 1998: El ladrón de películas.[5]

### Director
- 1986: Amazonas (El enigma del talismán)
- 1987: El ojo de la tormenta

## Televisión
- 1988: De los Apeninos a los Andes, coproducción entre Aries y la firma italiana Videa, financiada por Reteitalia.
- 1990: El árbol azul.[6]

## Vida personal
Sessa tuvo tres hijos con su primer relación: Alejandro, Sergio y Cristián. Luego estuvo comprometido con la actriz Mónica Gonzaga, a quien conoció en 1987, y con quien tuvo a su cuarto hijo, Adriano, seis meses antes de fallecer a los 60 años.